# Moqi Simon Trolin
Moqi Simon Trolin er en svensk sceneinstruktør og teaterdirektør der er bosat i Danmark. Han er uddannet på Statens Teaterskole i København 2001-2005. Debutforestillingen var Sandholm på Mungo Park i Allerød (manuskript Anna Bro), en forestilling som fik stor opmærksomhed i medierne, og efterfølgende modtog Kunstrådets særlige præmiering. Trolin har arbejdet som instruktør på teatre i både Danmark, Norge og Sverige. I 2007 blev han udnævnt som teaterdirektør for det nystartede teater Mungo Park Kolding.
Før optagelsen på Statens Teaterskoles instruktøruddanelse studerede Moqi Simon Trolin bl.a antropologi på Lunds Universitet. Arbejdsmetoden herfra har han taget med ind i teaterarbejdet, og benytter sig ofte af research og interviews i forbindelse med det kunstneriske arbejde.
 Der er for få eller ingen kildehenvisninger i denne artikel, hvilket er et problem. Du kan hjælpe ved at angive troværdige kilder til de påstande, som fremføres i artiklen.